# زین‌پشت جزیره شمالی
زین‌پشت جزیره شمالی (نام علمی: Philesturnus rufusater) نام یک گونه از تیره غبغبکی‌های نیوزیلند است.